# 马启新
马启新（1931年—），字育人，男，回族，甘肃张家川人，中华人民共和国政治人物，曾任中共宁夏回族自治区纪委书记，宁夏回族自治区人大常委会副主任。